# 액정서
액정서(掖庭署)는 1392년(태조 1) 7월에 설치한 조선의 행정 기관으로, 이조의 잡직 속아문이다. 왕명의 전달과 알현, 왕이 쓰는 붓과 벼루의 공급, 궁궐 자물쇠와 열쇠의 관리, 궁궐 안에 있는 정원의 관리, 왕의 시위(侍衛), 배종(陪從)과 각종 의식 때 향안(香案), 표안(表案), 보안(寶案) 등의 설치에 관한 일을 맡았다.

## 구성
| 품계  | 관직                  | 정원 | 비고 |
| ----- | --------------------- | ---- | --- |
| 정6품 | 사알(司謁) 사약(司鑰) | 1명  | 대전사알의 체아직 대전사약의 체아직 |
| 종6품 | 부사약(副司鑰)        | 1명  | 대전사알 및 사약의 체아직 |
| 정7품 | 사안(司案)            | 2명  | 대전 서방색(書房色) 및 왕비전 사약의 체아직                                                                                                |
| 종7품 | 부사안(副司案)        | 3명  | 1명은 대전 서방색 및 왕비전 사약의 체아직이고, 1명은 대전별감의 체아직이며, 1명은 대전세수(大殿洗手) 및 무수리간 별감·세자궁 사약의 체아직 |
| 정8품 | 사포(司鋪)            | 2명  | 대전세수 및 무수리간 별감·세자궁 사약의 체아직                                                                                             |
| 종8품 | 부사포(副司鋪)        | 3명  | 2명은 대전별감의 체아직이며, 1명은 문소전 별감 및 왕비전 별감의 체아직                                                                     |
| 정9품 | 사소(司掃)            | 6명  | 3명은 대전별감의 체아직이며, 3명은 왕비전과 문소전 별감 및 세자궁의 세수와 무수리간 별감의 체아직                                          |
| 종9품 | 부사소(副司掃)        | 9명  | 4명은 대전별감의 체아직이며, 5명은 왕비전과 문소전 별감 및 세자궁의 별감과 세수·무수리간 별감의 체아직                                     |

## 같이 보기
- 별감
- 대전 (궁궐)
- 잡직
- 체아직

## 참고 문헌
- 『태조실록(太祖實錄)』
- 『경국대전(經國大典)』
- 『증보문헌비고(增補文獻備考)』